# Futbol de carnaval

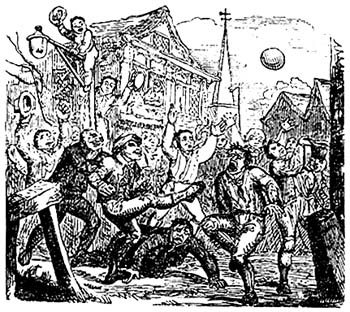
Il·lustració de mob futbol, variant del futbol medieval.

El futbol de carnaval, també conegut com a futbol medieval anglès és un joc tradicional britànic que va aparèixer a l'edat mitjana i que durant el segle xix va donar lloc a una sèrie d'esports moderns que comparteixen en major o menor mesura el terme futbol. És descendent directe del soule, i va practicar-se a les Illes Britàniques entre els segles xi i xviii. Així com el soule, cada bàndol té el seu lloc de marca, en aquest cas les porteries són rodes de molí encaixades al centre d'uns murs de pedra. Aquestes porteries se solien trobar a les vores dels rius, separades per una distància de tres milles. Els gols s'aconsegueixen colpejant amb la pilota la pedra del molí. La pilota era feixuga i grossa, per això era difícil de fer rodar i, per tant, la lluita consistia a agafar-la amb força i amb l'ajut dels companys dur-la a la seva pròpia roda de molí.
El futbol de carnaval era un esport popular practicat entre faccions o grups rivals de viles i ciutats, així com entre pobles i parròquies. Prenien part gran quantitat de jugadors, i podia haver-hi una distància de fins i tot un kilòmetre entre les porteries. Es tractava de jocs sovint violents i perillosos, i estaven associats amb el carnaval, d'aquí prové el nom. Alguns d'aquests jocs sobrevisqueren a Anglaterra fins ben entrat el segle xx. Una successió d'edictes reials de reis anglesos van fer prohibir el futbol, que va romandre prohibit durant dècades. De fet, aquests jocs van florir durant els períodes Tudor i Estuard. Aquests esports tenen antics antecedents en jocs poc estructurats i començaren a prendre forma moderna a la Gran Bretanya durant el segle xix, a partir de la separació del rugbi i del futbol.

## Terminologia
La terminologia de futbol de carnaval, per referir-se al futbol tradicional o futbol medieval anglès va provenir de la denominació Shrovetide football. Com a part del Shrovetide anglès, l'equivalent al carnaval cristià, a Anglaterra s'hi realitzava un dia del futbol cada any.
Com el dia del futbol definia la denominació Shrovetide football segons el dia de la seva celebració, i aquesta era coincident exactament amb Dimarts de Carnaval, el terme anglès fou traduït al català amb el terme futbol de carnaval pel fet que se celebrava durant aquestes dates.

## Història
Des de fa segles, cultures de tots els continents practicaren jocs que incloïen una pilota i els objectius dels quals eren o bé passar-la per una obertura o per una estructura més gran, fent servir les mans, els peus o altres parts del cos. La influència mútua d'aquests jocs és complexa i difícil de determinar. La FIFA ha considerat com a antecessors mil·lenaris del futbol de carnaval el pok-ta-pok maia (500 aC), el cuju xinès (300-200 aC), el kemari japonès (200-300), l'episkyros grec i l'harpastum romà. Tanmateix, el seu antecessor més directe fou el soule (segle v aC-segle ix), un ancestral joc celta practicat a França i a les Illes Britàniques.
El segle xix a la Gran Bretanya hi començà un procés regulador del futbol de carnaval, bo i establint-ne regles escrites que poguessin compartir-se àmpliament. Aleshores el futbol el practicaven els estudiants de les escoles secundàries privades, amb regles molt imprecises que variaven considerablement d'escola a escola.
Mentre que el futbol es jugava per tota la Gran Bretanya desorganitzadament, algunes escoles privades començaren a crear llurs propis codis. La majoria dels codis emprats aleshores indicaven que s'havia de jugar en dos equips amb una quantitat de jugadors il·limitats, arribant àdhuc a formar part dels equips tot de pobles sencers. Les trobades es disputaven en dies festius, i el camp de joc eren dues o més viles. Aquest esport va generalitzar-se dins del futbol multitudinari o futbol popular en ser un joc massiu i destinat a festejar les festes de carnaval. Aquest futbol es caracteritzava per ser extremadament violent, ja que les regles sobre el que era permès o no eren escasses. Tal era la violència que alguns codis de l'època, com el del Shrovetide football, indicava que en una trobada no podia assassinar-se ningú voluntàriament o involuntària. L'objectiu del joc variava de codi en codi, però generalment es tractava de dur la pilota al centre del poble veí, o si es jugava dins un mateix poble, a la plaça o mercat, motiu pel qual moltes persones tancaven les portes i les finestres per evitar possibles desperfectes o robatoris.
Es calcula que el futbol de carnaval va arribar a Anglaterra durant el segle iii com a celebració de la caiguda de l'Imperi Romà. També hi ha d'altres teories sobre els motius de l'aparició del futbol de carnaval. Es menciona des que es jugava amb el cap d'un líder danès que governava en aquella època, fins que el futbol multitudinari es jugava com un ritual no cristià, o fins i tot entre homes casats i solters.
La violència d'aquests jocs va fer que el rei Eduard II emetés una ordre de prohibició el 13 d'abril de 1314. Des de llavors d'altres reis varen mantenir certes prohibicions pel que fa al joc.
El 1889, un partit va oposar els joves de Mellionec, de Plouay i de Loucon, va haver-hi més de cinc-cents participants. En algunes ocasions són els homes casats els que s'enfronten als solters. Per animar-los, tots els habitants s'hi apropaven. En un dibuix clàssic d'Olivier Perrin pot veure-s'hi que tota la població hi era animant. Una gran gentada envolta un notable que fa començar el partit. Les dones són força nombroses, tot i que no se sap si hi són per animar els jugadors o per assistir els ferits.
Abans de les prohibicions, sota l'antic règim, el clergue i la noblesa s'implicaven també en aquests esports. Els membres del clergue podien participar o almenys llançar la soule al començament. Tanmateix, tot i la importància del joc, persones nobles i membres de l'Església varen anar abandonant la pràctica durant el curs del segle xviii.